# Fieseler Fi 333
Die Fieseler Fi 333 war ein Projekt eines militärischen Mehrzweck-Transportflugzeugs der Gerhard-Fieseler-Werke aus dem Jahr 1939 mit der firmeninternen Bezeichnung Projekt P 30.

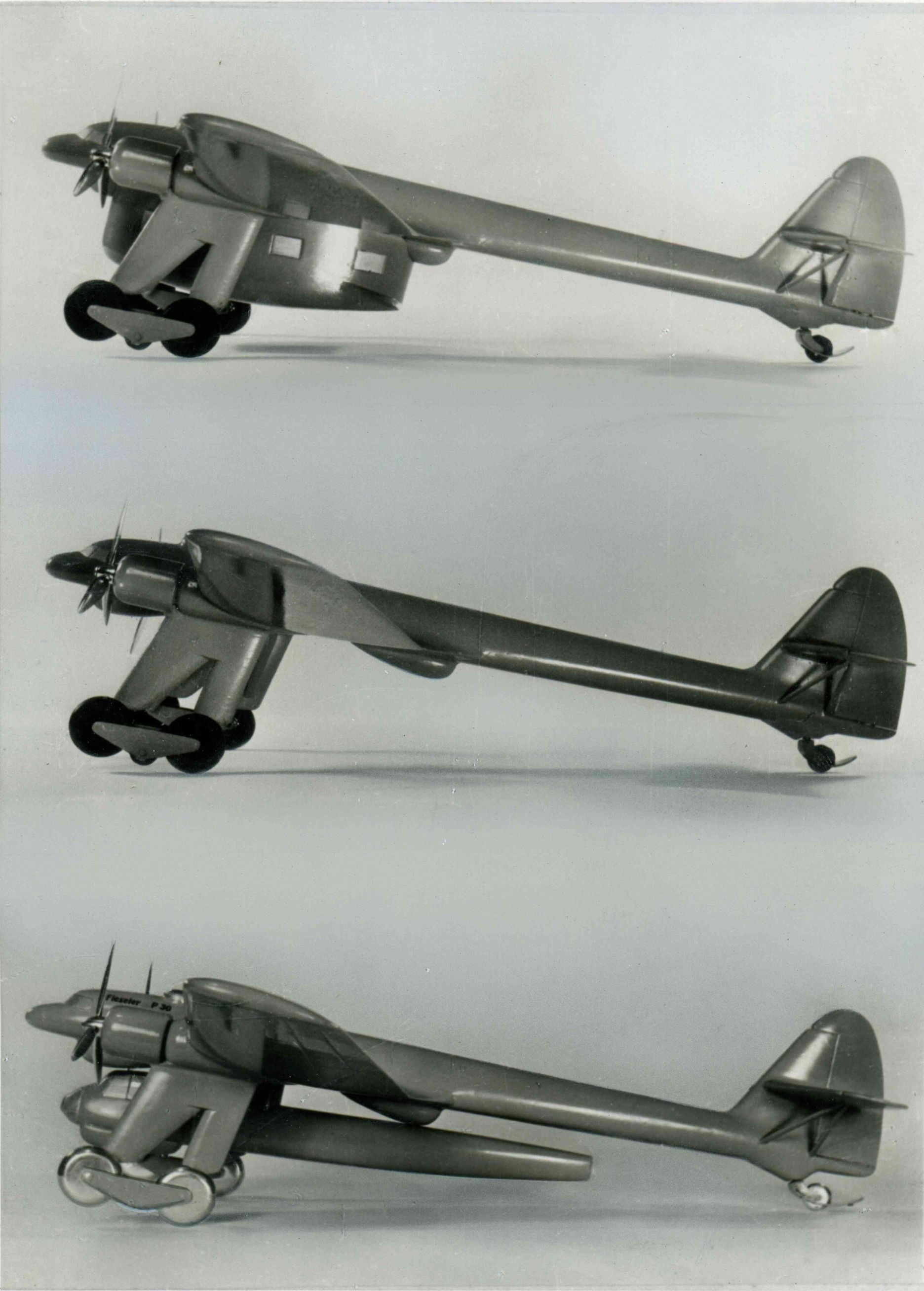
Modell der Fieseler Fi 333

## Auslegung
Im Flugzeugtypenblatt des Reichsluftfahrtministerium (RLM) wurde das Flugzeug in zwei Varianten – mit und ohne Lastenraum – dargestellt.
Bei der Ausführung mit Lastenraum war unter dem abgeflachten Rumpf ein auswechselbares Transportmodul vorgesehen. Durch verschiedene Module sollte das Flugzeug für den Einsatz als Truppen- und Lastentransporter, Fallschirmspringerflugzeug, Sanitätsflugzeug und Schleppflugzeug angepasst werden können.
Das Fahrwerk in Tandemausführung sollte sehr hoch sein, um die Bodenfreiheit des Transportmoduls zu gewährleisten. Außerdem war neben einer Roll- und Flugstellung eine besondere Landestellung vorgesehen, um die Belastungen beim Landestoß besser aufnehmen zu können.
Die Version ohne Lastenraum war für den Einsatz als Bergungsflugzeug von Rümpfen und Tragwerk gedacht. Außerdem sollten hiermit Pioniergerät, Sturm- oder Motorboote und flugfähige Jagdflugzeuge transportiert werden. Ebenso hatte man an den Einsatz als fliegender Tanker gedacht.
Diese Ausführung der Fi 333 sollte eine vollständig verglaste Nase und ein starres Einfachfahrwerk erhalten.
Für beide Varianten waren als Antrieb zwei Sternmotoren BMW Bramo 323 D mit je 1.000 PS vorgesehen.
Das Projekt wurde nach der Entwurfsphase abgebrochen.

## Technische Daten
- Spannweite: 30,0 m
- Länge: 20,0 m
- Höhe: 5,8 m